# Лоренс Дарел
Лоренс Џорџ Дарел (енгл. Lawrence George Durrell; Џаландар, 27. фебруар 1912 — Сомијер, 7. новембар 1990) био је британски књижевник ирског порекла.

## Биографија
Већи део живота је провео ван своје домовине. Стваралац је широког интересовања, искуства и културе. Писао је драме, поезију, путописе, есеје и посебно романе, са којима је стекао славу. Чувен је по романескној тетралогији „Александријски квартет”.
Детињство је провео у родној Индији, где је рођен у породици британских колонизатора. Када је напунио 12 година, заједно са братом Леслијем, послат је у Енглеску, где су похађали прво школу Св. Олафа и Св. Спаситеља у Саутварку, а потом школу Св. Едмунда у Кентерберију.
Наследивши омањи иметак након очеве смрти, Дарел је напустио школу и преселио се у Блумсбери са намером да постане писац. У марту 1935. преселио се на острво Крф заједно са својом првом женом, мајком и млађом браћом и сестром. На Крфу се сусрео са медитеранском културом, која ће извршити пресудан утицај на његово стваралаштво. Радио је на нижим позицијама дипломатске службе у британским амбасадама у Египту, Родосу, Аргентини, Југославији и Кипру. О службовању у Југославији, Београду и комунистичким званичницима у преписци са пријатељима и у књигама, изражавао се изразито негативно.
Од 1966. до своје смрти живео је у селу Сомијер на југу Француске.
На књижевном пољу дебитовао је збирком песама „Чудни фрагменти” 1931, али је признање стекао пишући романе. Писао је под снажним утицајем Д. Х. Лоренса, Т. С. Елиота и Хенрија Милера. Најпознатији је по тетралогији Александријски квартет, која се састоји из романа „Јустина”, „Балтазар”, „Маунтолив” и „Клеа”. Ова сензуална и поетска студија о љубави написана је истанчаним и богатим језичким изразом и техником мењања перспективе. Тетралогија је постала интернационални бестселер и омогућила је Дарелу економску независност. Ипак, његова каснија дела, укључујући и сличном техником написано петокњижје „Авињонски квинтет”, остали су у сенци његовог најпознатијег остварења. Био је осам пута номинован за Нобелову награду, али је никада није освојио.
Његов млађи брат је био природњак Џералд Дарел.

## Дела

### Романи
- Pied Piper of Lovers (1935)
- Panic Spring, под псеудонимом Чарлс Норден (1937)
- The Black Book  (1938;
- Cefalu (1947; поново објављен под насловом The Dark Labyrinth in 1958)
- White Eagles Over Serbia (1957)
- The Alexandria Quartet (1962)
  - Justine (1957)
  - Balthazar (1958)
  - Mountolive  (1958)
  - Clea (1960)
- The Revolt of Aphrodite (1974)
  - Tunc (1968)
  - Nunquam (1970)
- The Avignon Quintet (1992)
  - Monsieur: or, The Prince of Darkness (1974)
  - Livia: or, Buried Alive (1978)
  - Constance: or, Solitary Practices (1982)
  - Sebastian: or, Ruling Passions (1983)
  - Quinx: or, The Ripper's Tale (1985)
- Judith (2012, written 1962-c. 1966)

### Путописи
- Prospero's Cell: A guide to the landscape and manners of the island of Corcyra [Corfu] (1945; republished 2000)  0-571-20165-2
- Reflections on a Marine Venus (1953)
- Bitter Lemons (1957; republished as Bitter Lemons of Cyprus 2001)
- Blue Thirst (1975)
- Sicilian Carousel  (1977)
- The Greek Islands (1978)
- Caesar's Vast Ghost: Aspects of Provence (1990)

### Поезија
- Quaint Fragments: Poems Written between the Ages of Sixteen and Nineteen (1931)
- Ten Poems (1932)
- Transition: Poems (1934)
- A Private Country (1943)
- Cities, Plains and People (1946)
- On Seeming to Presume (1948)
- The Poetry of Lawrence Durrell (1962)
- Selected Poems: 1953–1963  Edited by Alan Ross (1964)
- The Ikons (1966)
- The Suchness of the Old Boy (1972)
- Collected Poems: 1931–1974  Edited by James A. Brigham (1980)
- Selected Poems of Lawrence Durrell  Edited by Peter Porter (2006)

### Драме
- Bromo Bombastes, under the pseudonym Gaffer Peeslake (1933)
- Sappho: A Play in Verse (1950)
- An Irish Faustus: A Morality in Nine Scenes (1963)
- Acte (1964)

### Хумор
- Esprit de Corps (1957)
- Stiff Upper Lip (1958)
- Sauve Qui Peut (1966)
- Antrobus Complete (1985), збирка кратких прича о животу у дипломатској служби

### Писма и есеји
- A Key to Modern British Poetry (1952)
- Art & Outrage: A Correspondence About Henry Miller Between Alfred Perles and Lawrence Durrell (1959)
- Lawrence Durrell and Henry Miller: A Private Correspondence (1962) edited by George Wickes
- Spirit of Place: Letters and Essays on Travel (1969)
- Literary Lifelines: The Richard Aldington—Lawrence Durrell Correspondence (1981)
- A Smile in the Mind's Eye (1980)
- „Letters to T. S. Eliot”. Twentieth Century Literature. 33 (3): 348—358. 1987.
- The Durrell-Miller Letters: 1935–80 (1988)
- Letters to Jean Fanchette (1988)
- From the Elephant's Back: Collected Essays & Travel Writings (2015)